# Jaroslav Kvapil
Jaroslav Kvapil (25. září 1868 Chudenice – 10. ledna 1950 Praha) byl český básník, dramatik, překladatel, libretista a divadelní režisér.

## Život
Narodil se na zámku v Chudenicích. Jeho matkou byla Anna Terezie Kvapilová (rozená Báslová) z Merklína a otec Ignác Hynek Kvapil z Lutína. Jaroslav vyrůstal společně s mladšími sestrami Zdeňkou (*1870) a Marii (*1871). Jaroslavův otec byl v Chudenicích do roku 1905 lékařem hraběcího rodu Černínů a Jaroslav zde též absolvoval obecnou školu.  Po studiu na klatovském a plzeňském gymnáziu studoval lékařství a filosofii v Praze, studia však nedokončil.
V letech 1891 až 1904 pracoval jako novinář v redakcích listů Hlas národa, Národní listy, Česká stráž a jako redaktor Zlaté Prahy. V letech 1888–1902 přispíval pod pseudonymem Olaf do humoristického časopisu Švanda dudák. Jeho první žena Hana Kvapilová (rozená Kubešová), herečka Národního divadla, jej přivedla k trvalému zájmu o divadlo a on se ve svých příspěvcích pro noviny a časopisy věnoval často divadlu. S Hanou jej seznámil začátkem roku 1890 J. V. Frič. Jeho druhou manželkou byla Zdena Rydlová, herečka Národního divadla. 
Kvapilova sestra Zdeňka se roku 1889 provdala za architekta Antonína Cechnera. Sestra Marie se roku 1895 provdala za Rudolfa Worzfelda (1864-?), správce velkostatku ve Švihově.
Kvapil své první básně publikoval ve Světozoru. Spolu s Alfonsem Muchou a Ladislavem Syllabou se podílel na obnovení svobodného zednářství v Československu.
V roce 1898 založil spolu s Janem Vávrou, Gustavem Schmoranzem a členy spolku Máj v Praze divadlo Uranie, umístěné u příležitosti Výstavy architektury a inženýrství zprvu na pražském Výstavišti, později přenesené do pivovarské zahrady v Holešovicích.
Celý svůj další život pak věnoval divadlu, působil mnoho let jak v Národním divadle, tak v Městském divadle na Královských Vinohradech. Kromě režie i překládal, psal libreta a upravoval divadelní hry pro jevištní provedení.

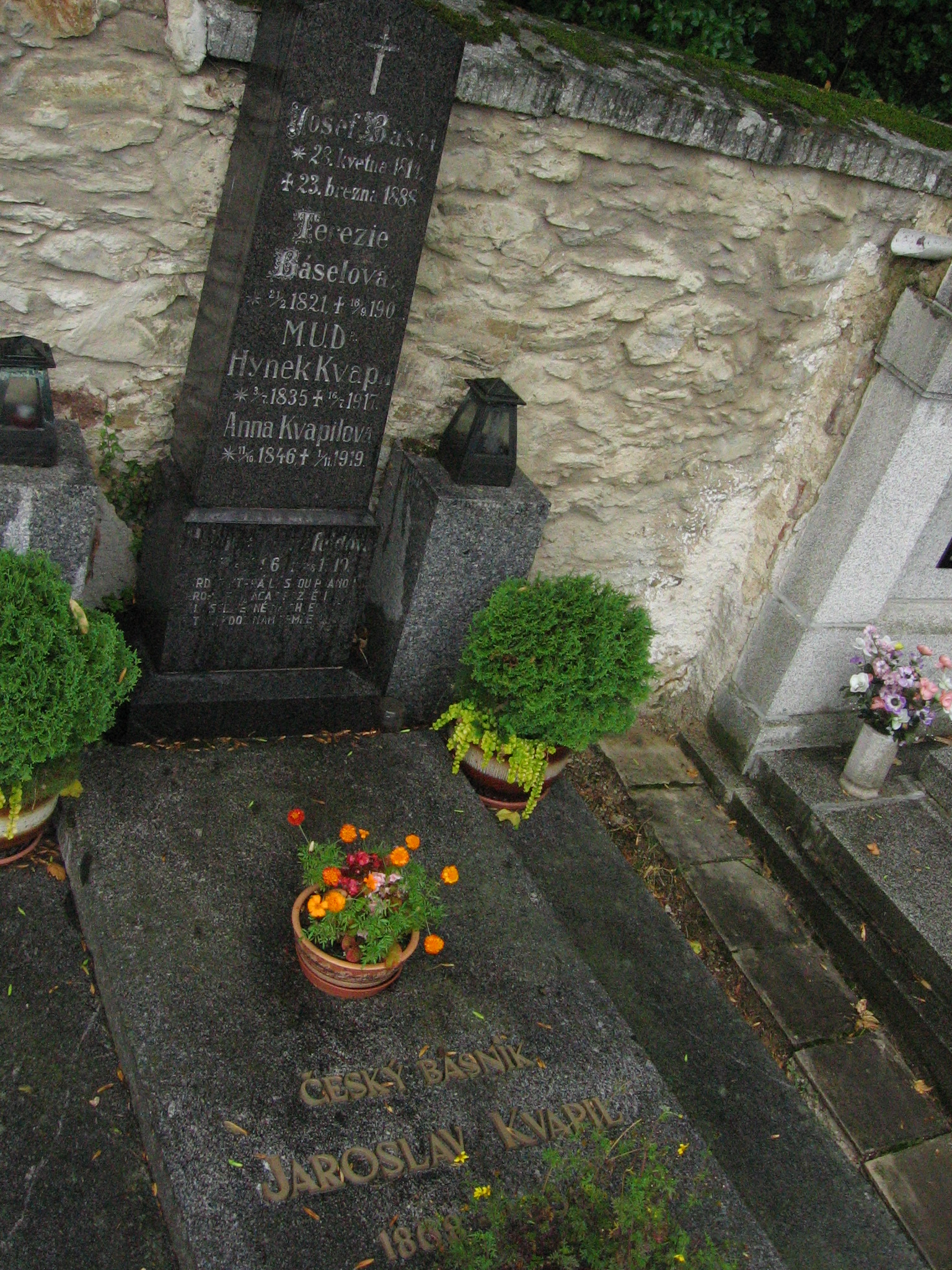
Hrob J.Kvapila v Chudenicích

Za první světové války se účastnil prvního odboje.
V letech 1918–1920 byl poslancem Revolučního národního shromáždění Republiky československé za Českou státoprávní demokracii, respektive za Československou národní demokracii z ní vzniklou.
Za druhé světové války byl (spolu s bývalým ministrem zahraničí Kamilem Kroftou a právníkem Emilem Lánym) spoluzakladatelem odbojové organizace Prozatímní revoluční národní výbor. Po odhalení skupiny byl uvězněn a do doby osvobození republiky strávil 11 měsíců ve vazbě. Propuštěn byl na začátku Pražského povstání, 5. května 1945, na příkaz nacistického pohlavára Karla Hermanna Franka, který chtěl v Protektorátu ustanovit přechodnou vládu, aby se zabránilo krveprolití. Kvapil však účast v této vládě odmítl.
Dne 13. června 1945 byl jmenován předsedou Divadelní rady, zřízené jako umělecky a kulturně-politický poradní sbor pro zásadní otázky v divadelnictví. Schůzí se však nezúčastňoval, neboť se marně domáhal u ministra Zdeňka Nejedlého zjistit rozsah svých pravomocí.
Dne 22. února 1948 podepsal jako jediný divadelník výzvu k zachování demokracie, vydanou stranami demokratického tábora republiky.
Když v roce 1950 zemřel, jeho pohřeb byl vypraven proti jeho přání z Národního divadla. Soustrast manželce vyslovil president Klement Gottwald.
Místem jeho posledního odpočinku se staly jeho rodné Chudenice v okrese Klatovy.

## Divadlo

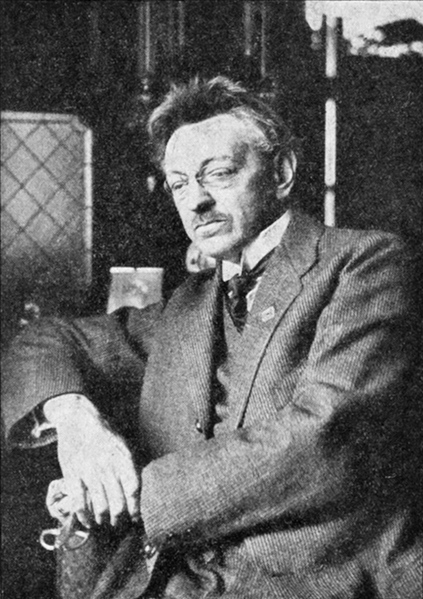
Jaroslav Kvapil, asi 1928

Již v roce 1894 spolurežíroval (s J. Seifertem, J. Šmahou, A. Sedláčkem) na scéně Národního divadla hru E. Moreau a V. Sardou Madame Sans-Gêne. V roce 1897 v Národním divadle pak uvedl v premiéře svoji Princeznu Pampelišku (s hudbou Josefa Bohuslava Foerstera a ve spolurežii s J. Seifertem), v hlavní roli alternovala jeho žena Hana Kvapilová. Hra byla na pořadu až do roku 1909.
V roce 1900 se stal „literárním poradcem“ (dramaturgem) činohry Národního divadla. Zde působil v této funkci do roku 1906, pak jako vrchní režisér a v letech 1911 až 1918 jako šéf činohry.
Na scénách Národního divadla uvedl v premiéře v letech 1893 až 1937 ve své režii nebo spolurežii celkem 205 divadelních inscenací. V roce 1918 byly uspořádány velké divadelní slavnosti k padesátiletí položení základního kamene Národního divadla a on sám při té příležitosti uvedl v pěti měsících čtyřicet pět divadelních her devětadvaceti českých autorů.
V roce 1918 vstoupilo Národní divadlo do nové republiky s inscenací hry Jana Roháče od Aloise Jiráska v režii J. Kvapila s Vojanem v titulní roli. Představení se hrálo 25. a 27. října 1918 ještě v Rakousku-Uhersku a pak 31. října 1918 již v nové Československé republice.
Během let 1918 až 1921 pracoval jako sekční šéf na ministerstvu školství a národní osvěty, avšak práce jej zde neuspokojovala. Nastoupil tedy od 1. září 1921 místo Karla Hugo Hilara v Městských divadlech na Vinohradech, neboť od 1. ledna 1921 odešel z Vinohrad do Národního divadla jako šéf činohry Karel Hugo Hilar. Z Vinohrad za Hilarem odcházeli postupně další herci, např. Václav Vydra, B.Karen, Karel Dostal, Jaroslav Vojta, Zdenka Baldová. Na protest právě proti přetahování herců do Národního divadla podali v roce 1922 ředitel Dr. Fuksa, J. Kvapil a Karel Čapek demisi na své funkce, tuto však později odvolali.
Byl nucen vytvořit nový vinohradský soubor – postupně přišli Míla Pačová, František Smolík, Olga Scheinpflugová, Hugo Haas, František Kreuzmann, Gustav Hilmar, Bedřich Vrbský, L. Veverka. V roce 1923 přizval na Vinohrady režiséra Bohuše Stejskala z Brna, v roce 1924 Jana Bora z Intimního divadla na Smíchově. V letech 1927–1928 získal jako hosta pro Vinohradské divadlo Annu Sedláčkovou.
Za jeho šéfování tvořili čeští autoři postupně třetinu až více než polovinu z průměrně 30 premiér, které zde byly ročně uváděny. Uváděny byly hry Aloise Jiráska, Jaroslava Vrchlického, Fráni Šrámka, Mahena, Stanislava Loma, Kopty, Františka Langera, bratří Čapků. Dále uváděl svého oblíbeného Williama Shakespeara, Henrika Ibsena a další.
| „                 | Pokouším se hráti nikoli tragédii, nikoli komedii, nikoli historii, ale Shakespeara sama – tak, jak ho cítím | “ |
| — Jaroslav Kvapil | |   |

V roce 1921 zorganizoval na Vinohradech, ještě jako ministerský úředník, sérii pohostinských vystoupení Moskevského uměleckého akademického divadla (MCHAT), za účasti Konstantina Sergejeviče Stanislavského, se kterým se znal ze začátku století (1906), kdy poprvé hostoval v Praze.,
Koncem roku 1927 incenoval ve Vinohradském divadle svoji poslední režii, hru Jaroslava Vrchlického Noc na Karlštejně. Na Vinohradech působil jako umělecký šéf a režisér jen do roku 1928. Od roku 1928 z důvodu zhoršující se zrakové vady omezil soustavné divadelní působení a vracel se později již jen k pohostinským režiím.
V roce 1934 byl přizván opět do Národního divadla k režii hry I. Vojnoviče Smrt matky Jugovičů, aby tuto hru (kterou kdysi jako první uvedl na česká pódia) znovu uvedl.
Také režisér Jiří Frejka jej v roce 1947 znovu pozval do Vinohradského divadla, aby zde ve svých 80 letech režíroval své významné inscenace z 20. let. On sám pak zde zopakoval v původní výpravě Josefa Čapka Langerovu hru Periferie, Šrámkův Měsíc nad řekou a Shakespearovu hru Troilus a Kressida. Hry byly úspěšně hodnoceny, Troilus a Kressida dokonce jako špičkové představení sezóny.
Také do Národního divadla se vrátil ještě v sezóně 1947/1948, aby zde uvedl opět svoji Princeznu Pampelišku (celkem 33× na scéně Stavovského divadla, Tylova divadla a Národního divadla), kterou sám i režíroval.
| „ | Byl posledním zastáncem původní ideje Národního divadla jako symbolu kontinuity české státnosti a národní svébytnosti. Z tohoto hlediska znamená jeho divadelní práce před 1918 vyvrcholení předchozího vývoje českého divadla a jeho společenského poslání. Svými uměleckými výboji připravil J. Kvapil základní předpoklady pro bohatě diferencovaný vývoj české divadelní kultury 20. století. | “ |
| — | |   |

## Vinohradské divadlo
- 1914 Josef Bohuslav Foerster: Debora, libreto J. Kvapil, režie V. Marek
- 1916 J. B. Foerster: Debora, libreto J. Kvapil, režie V. Marek
- 1918 J. B. Foerster: Debora, libreto J. Kvapil, režie R. Lanhaus
- 1918 Z.Krasinski: Nebožská komedie, překlad J. Kvapil, rež. Karel Hugo Hilar
- 1921 A. Jirásek: Emigrant, režie J. Kvapil (první Kvapilova režie v Divadle na Vinohradech)[48]
- 1921 H. Ibsen: Hedda Gablerová, režie J. Kvapil
- 1921 W.Shakespeare: Troilus a Kressida, režie J. Kvapil (první uvedení této hry na českých jevištích, současně 29. Shakespearova hra nastudovaná J. Kvapilem)[48]
- 1922 Fráňa Šrámek: Měsíc nad řekou, režie J. Kvapil
- 1922 Molière: Křehotinky, režie J. Kvapil
- 1922 Alois Jirásek: Lucerna, režie J. Kvapil
- 1922 Moliere: Lakomec, režie J. Kvapil
- 1922 O. Theer: Faeton, režie J. Kvapil
- 1922 W. Shakespeare: Othello, režie J. Kvapil
- 1922 J. Vrchlický: Midasovy uši, režie J. Kvapil
- 1922 J. Kvapil: Princezna Pampeliška, režie J. Wenig
- 1922 W. Shakespeare: Večer tříkrálový aneb Cokoli chcete, režie J. Kvapil
- 1923 W. Shakespeare: Cymbelin, úprava a režie J. Kvapil
- 1923 W. Shakespeare: Sen noci svatojánské, režie J. Kvapil
- 1923 W. Shakespeare: Zimní pohádka, režie J. Kvapil
- 1923 I. Vojnovič: Maškaráda v podkroví, režie J. Kvapil
- 1924 Sofoklés: Elektra, režie J. Kvapil
- 1924 W. Shakespeare: Kupec benátský, režie J. Kvapil
- 1924 Josef Kajetán Tyl: Strakonický dudák, režie J. Kvapil
- 1924 J. Romains: Knock aneb Triumf mediciny, režie J. Kvapil, výprava J. Čapek j. h.
- 1924 E. Verhaeren: Spartská Helena, režie J. Kvapil
- 1925 František Langer: Periferie, režie J. Kvapil, výprava Josef Čapek j. h.
- 1925 W. Shakespeare: Macbeth, režie J. Kvapil
- 1926 Fráňa Šrámek: Ostrov veliké lásky, režie J. Kvapil
- 1926 William Shakespeare: Lásky lichá lest, režie J. Kvapil (první uvedení této hry na českých jevištích)[49]
- 1926 Josef Kopta: Nejkrásnější boty na světě, režie J. Kvapil
- 1927 S. Lom: Kající Venuše, režie J. Kvapil
- 1927 František Langer: Grandhotel Nevada, režie J. Kvapil
- 1927 W. Shakespeare: Hamlet, režie J. Kvapil
- 1927 Henrik Ibsen: Hedda Gablerová, překlad J. Kvapil, režie K. Vávra
- 1927 William Shakespeare: Julius Caesar, režie J. Kvapil (poslední Kvapilova režie Shakespearovy hry v Divadle na Vinohradech)[50]
- 1927 Jaroslav Vrchlický: Noc na Karlštějně, režie J. Kvapil
- 1927 Henrik Ibsen: Strašidla, překlad J. Kvapil, režie Bohuš Stejskal
- 1940 Josef Kajetán Tyl: Strakonický dudák aneb Hody divých žen, úprava J. Kvapil a G. Hart, režie Gabriel Hart
- 1947 František Langer: Periferie, režie J. Kvapil

## Film
Přestože byl Kvapil hlavně divadelní režisér, režíroval i tři filmy:
- Ahasver (1915)
- Zlatý klíček 1922
- Prodaná nevěsta 1933

## Ocenění
- 1925 Státní cena
- 1946 titul PhDr. h. c. (Karlova universita, Praha)
- 1946 titul národní umělec
- 1998 Řád T. G. Masaryka  II. třídy, in memoriam

## České divadelní osobnosti o Jaroslavu Kvapilovi

### Ladislav Boháč
„Vzpomněl jsem si na Jaroslava Kvapila, který říkával: ‚Dobrá herečka je jako víno. Čím starší, tím lepší.‘ “

### Leopolda Dostalová
„Jaroslav Kvapil, náš Jaroslav Kvapil! Vidím ho – jako v dálce – na přelomu století. Štíhlý, vysoký mladý muž ušlechtilé tváře, obdařený zvláštním osobním kouzlem. Poprvé jsem ho viděla tehdy v Poděbradech, kde měl jakousi literární přednášku – pro mne památnou. Týž den totiž byl přítomen na večeru, kde vystupovala mladá dívka ve staré aktovce ve vděčném sólovém výstupu. Jaroslav Kvapil projevil zájem o mladý talent – a tak šťastně rozhodl o mém poslání“

### Vlasta Fabianová
„Kvapil mi imponoval svou vzdělaností, cílevědomostí, zkušenostmi i logikou. Měl Shakespeara v malíčku, a přesto se na každou zkoušku pečlivě připravoval a věděl si proto rady s každým detailem.“

### Jan Pivec
1. „Někdy na jaře roku 1935 jsem se setkal s Jaroslavem Kvapilem, tím slavným režisérem, dramatikem a básníkem. A velice pěkně jsme si spolu povyprávěli a navzájem si porozuměli. Nemusím zdůrazňovat, jaký to byl pro mne hluboký zážitek.“[54]
2. „Nevím, jak vyjádřit, co to pro mne znamenalo! Jaroslav Kvapil se na pár chvil vrátil na místa své staré slávy a přišel mezi své, mezi nás. Krásný vysoký starý pán, moudrost a ušlechtilost sama. Bylo mu tehdy, v květnu 1948, osmdesát let. Když se postavil poprvé na jeviště, měli někteří z nás v očích slzy. Kvapil byl přece muž, který jako režisér položil základy modernímu českému divadlu, básník a dramatik, vlastenec.“[55]
3. „Kvapil už špatně viděl. Když se díval na scénu, přikládal si k oku jakousi lžičku s dírkou uprostřed. Ale slyšel i nejjemnější odstín hlasu, rozpoznal každou zámlku, a taktně dovedl vytknout sebemenší nedoznění svého verše. V pauzách kouzelně vyprávěl. Člověk by měl dojem, že hovoří s někým, kdo se vrátil z jiného světa, aby dnešním lidem vysvětlil, jak to či ono bylo. Gentleman každým coulem, šlechtic mezi divadelníky. Byla to krásná práce, nemohu na ni zapomenout!“[56]

### Eduard Kohout
1. „Problém přestaveb, dvojitého prostoru shakespearovské scény, nálady, věrnosti autorově textu, to vše poutalo Kvapilovu pozornost především. Byl to velký pokrok proti době, kdy režisér víceméně odpovídal jen za to, že herci umějí text a vědí, kudy přijít a kudy odejít. Všichni jsme si ho vážili a měli jsme ho rádi i pro jeho lidskou noblesu.“[57]
2. „Provedení patnácti Shakespearových her v jednom měsíci, a to uprostřed války, byl jistě obdivuhodný počin malého národa, který se tak manifestačně přihlásil k vrcholům nadčasové světové kultury. Některá představení byla krásná, jiná méně zdařilá, jako celek však byl cyklus velkým úspěchem českého divadla, především Kvapilova a Vojanova umění.“[58]

### František Kovářík
1. „Nového uměleckého šéfa jsme dostali až po prázdninách. A byl to – Jaroslav Kvapil! Všem dobře známý básník, dramatik a především režisér. Po prudkém, dravém Hilarovi, který nepřestával hledat pořád něco nového a kolem něhož to neustále vřelo a kolotalo, přichází k nám tedy tichý, jemně kultivovaný, lyrický Kvapil, málem už klasik. Měl za sebou slavnou éru v předválečném Národním, kde – jak praví historici – položil základy české moderní divadelní režie a kde jeho prvními herci byli ti dva nezapomenutelní, Eduard Vojan a Hana Kvapilová. Po válce z divadla odešel, úřadoval na ministerstvu školství a národní osvěty, a teď se vrátil nazpět k divadlu. Všecky to překvapilo, nejvíc možná Hilara.“[59]
2. „Z třicítky her, které u nás Kvapil za sedm let nastudoval, dobrá polovina byla dramata, která už před válkou uvedl v Národním. Ale to vůbec neznamená, že by se jako režisér opakoval. Ostatně už nová doba a jiní herci vyžadovali trochu jiný přístup i ke klasikům. Řekl bych, že u nás své režisérské dílo krásně dovršil. Nechtěl se dát zastínit mladším Hilarem v Národním. Ono to tenkrát bylo takové umělecké soutěžení mezi Národním a Vinohradským, mezi Hilarem a Kvapilem. I divadelníci se rozdělovali na hilarovce a kvapilovce, někdy to zacházelo až moc daleko.“[40]
3. „Zvlášť Aloise Jiráska měl Kvapil upřímně rád a moc si ho vážil. Jirásek k nám chodíval také na zkoušky svých her, sledoval je tiše a skromně někde v koutku potemnělého hlediště. Kvapil mu vždycky projevoval nejhlubší úctu.“[60]
4. „U Kvapila nikdy nezatlačoval režisér autora. Mluvilo-li se i o režisérovi, bylo to a mělo to být jen něco navíc. V podstatě byl Kvapil režisér realistický a výstřelky exprese odmítal, jalových efektů neužíval. Divadlo nemělo být jen podívanou pro oči, šlo o velkou myšlenku. Ctižádostivost Hilarovu Kvapil neměl. Dalo by se říci, že měl zásadu: autor v hercích na jeviště, režisér za kulisy!„[61]
5. „Kdo ho takového znal, živého, činného tu i onde, pevného, svého, toho srdce pobolívalo, když pro pokročilou chorobu oční projevoval už později tu a tam nejistotu, zda je všecko v pořádku, když nás bral za ruku a neklidně se dotazoval, zda je to či ono dobře osvětleno, on, který byl mistrem v osvětlování. Pozoroval jsem ho někdy a myslíval jsem si s trpkou láskou, že by režíroval z posuvného křesla, kdyby nemohl chodit. Tak silná byla jeho láska k divadlu.“[61]

### Vladimír Hlavatý
1. „Povolal Jaroslava Kvapila, který svými impresionistickými Shakespeary tvořil výrazný protipól hilarovskému expresionismu v Národním divadle.“[62]
2. „Zažil jsem zatím na Shakespeara tři režiséry: Kvapila, snad nejlepšího, Salzera a Dudka“[63]
3. „17. prosince 1947 byla premiéra Langrovy Periferie. Představení režíroval Jaroslav Kvapil … Kvapilova režie se vyznačovala jeho básnivostí, byla jemná, taktní, vyžadovala ovšem dokonalou reprodukci role. Kvapil byl takový nádherný romantik starých zašlých časů, ovšem stále moderní … Kvapil byl specialista na svícení. Vytvářel nádherně barevné světelné imprese.“[64]

### Jaroslav Marvan
„Jiří Frejka pozval Kvapila k pohostinné režii další Shakespearovy hry Troilus a Cressida, ve které mi Mistr svěřil roli kuplíře Pandara, kterého kdysi hrával Bohuš Zakopal a počítal ji právem k parádním rolím. Jaroslav Kvapil inscenoval tuto hru před více než dvaceti pěti lety a měl s ní tedy své zkušenosti. Pandarus je role velice krásná. Byl jsem s ní spokojen a Kvapil, jak mi později prozradil, také. Pracovat s ním – to byl skutečně nesmírně nádherný zážitek. Měl totiž promyšleno všechno do nejmenších detailů a třebaže, jak jsem říkal, velice špatně viděl, neušel mu kmit světla ani falešné nasvícení scény, ba ani to, že reflektor stál o půl metru dál, než ho chtěl mít. Představení bylo divadelním svátkem.“

### Zdeněk Štěpánek
1. „Byl jsem příchodem Kvapilovým nadšen. Řekl jsem už, jak jsem si ho vážil, ale to by bylo příliš suché a chudé vyjádření toho, co jsem k němu cítil. V jeho osobě se mi přibližovalo cosi velkého, krásného, vznešeného. Byl pro mne básníkem, režisérem, dramatikem, politikem, vlastencem i revolucionářem, především však báječným člověkem.“[66]
2. „Kvapil miloval Jiráska, ale přímo zbožňoval Shakespeara. Byl vždy svátečně, skoro slavnostně naladěn, když jej režíroval. Tehdy se stávala režie pro něho obřadem. Nenadělal mnoho řečí a rovnou aranžoval. Sám neherec, nerad předehrával, ale vždy našel způsob, jak vyjádřit, co od herce požaduje. Na text, na výslovnost byl až kantorsky přísný. Režíroval zpaměti a zpaměti také znal všechny hry. Sám si je básnicky upravoval, modernizoval Sládkovy překlady. Jeho režie se vyznačovala krásnou výtvarnou kompozicí a rytmem.“[67]
3. „Při Shakespearovi Kvapil mládl, chodil za scénou, jako by se vznášel. Jednou mi řekl: " Já raději herce poslouchám, než vidím, dívám se ušima a je to rozhodně přesnější."“[68]

### Jaroslav Vojta
„Režisér Jaroslav Kvapil byl jemný a uhlazený člověk, kterého jsme měli všichni rádi. Jeho dramaturgická úprava všech Shakespearových her, jež postupně uváděl na scénu, byla jedinečná, a to ať v Národním divadle, tak i u nás na Vinohradech. Sám si je všechny režíroval.“

### František Černý
1. „Inscenace Troila a Kressidy přinesla v první řadě velký úspěch Jaroslavu Kvapilovi. Premiéra Troila a Kressidy byla považována za ‚slavný den Vinohrad.‘ “[69]
2. „Kvapilův přínos pro české divadlo v letech dvacátých netkvěl však už konec konců ve vlastních inscenacích, v nichž v zásadě na vysoké úrovni zužitkovával své mladé výboje, ale v tom, co jako režisér vkládal do herců mladé generace. Pro budoucnost českého divadla bylo důležité, že téměř všechny výrazné herecké osobnosti této generace se mohly ve dvacátých letech rozvíjet pod jeho vlivem. Kvapil totiž těmto umělcům zprostředkovával veliké dědictví herců – analytiků člověka z rozhraní století.“[32]
3. „Nechtěl být režisérem, vystupujícím okázale nad autora a soubor. Přál si ’úplně zmizet v kolektivu’ a sloužit pokorně autorovi a hercům. Aby i formálně manifestoval svůj nesouhlas s ’despotickým’ pojetím režisérské práce, dokonce se v polovině dvacátých let rozhodl neuvádět své jméno pod svými inscenacemi.“[70]
4. „Ve vinohradském divadle nevytvářel Kvapil už představení, která by hledala nové cesty, ale pouze na vysoké úrovni dovršoval své výboje z prvních dvou desetiletí století. Velký režisér však nicméně i zde znovu velmi pronikavě zasáhl do vývoje českého divadelnictví, protože mladé herecké generaci zprostředkoval odkaz analytické realistické školy.“[71]

## Spisy

### Básně
- Padající hvězdy, Praha : vlastní náklad, 1889
- Růžový keř, Praha : Bursík a Kohout, 1890 – básně z let 1888–1890
- Básníkův deník, Praha : F. Šimáček, 1890
- Tichá láska, Praha : Jaroslav Pospíšil, 1891
- Liber aureus, Praha : F. Šimáček, 1894 – básně z let 1890–1893
- Oddanost, Praha : vlastní náklad, 1896 – básně z let 1891–1895
- Trosky chrámu, Praha : J. Otto, 1899 – básně a prózy z let 1888–1899
- Andante : kniha smutku a vítězství, Praha : Hejda a Tuček, 1904 – básně z let 1901–1903

Řada jeho básní byla zhudebněna, například: Josef Bohuslav Foerster: Česká píseň, Jindřich Jindřich: Písně.

### Dramatické dílo
- Debora, libreto k opeře Josefa Bohuslava Foerstera podle divadelní hry Salomona Hermanna Mosenthala, Praha : Fr. A. Urbánek, 1892
- Přítmí : dramatická scéna veršem, proverb, Praha : Jaroslav Pospíšil, 1895
- Selská bouře, libreto k opeře Ludvíka Lošťáka podle divadelní hry Jan Výrava od Františka Adolfa Šuberta, Praha : Alois Wiesner, 1896 nebo 1897
- Perdita, libreto k opeře Josefa Nešvery podle divadelní hry Williama Shakespeara Zimní pohádka, Praha : Fr.A. Urbánek, 1896 (napsáno 1888)
- Bludička : drama o čtyřech dějstvích, Praha : F. Topič, 1896
- Princezna Pampeliška, Praha : F. Šimáček, 1897
- Rusalka, libreto k opeře Antonína Dvořáka, Praha : F. Topič, 1901
- Oblaka, Praha : Máj, 1903
- Sirotek : národní pohádka, Praha : Edvard Leschinger, 1906
- Úvahy o režii : Studie a články, Praha : Divadelní ústav, 1972

Některá jeho díla se stala podkladem filmových scénářů, např. Oblaka natočil režisér Svatopluk Innemann v roce 1933 pod názvem Skřivánčí píseň

### Překlady
- Bjørnstjerne Bjørnson: Nad naši sílu, Praha : Jan Otto, 1900
- Ludwig Fulda: Talisman, Praha : F. Šimáček, 1894
- William Schwenk Gilbert: Pokračování, Praha : F. Šimáček, 1900[73]
- Henrik Ibsen: Paní z námoří (Fruen fra havet), Praha : J. Otto, 1906
- Henrik Ibsen: Strašidla (Gengangere), Praha : J. Otto, 1909
- Henrik Ibsen: Opory společnosti (Samfundets støtter), Praha : J. Otto, 1911
- Karl Schönherr: Domov a víra, Praha : Jos. R. Vilímek, 1911

### Paměti
- O čem vím : sto kapitol o lidech a dějích z mého života, Praha : Orbis, 1932